# Urbach (Baden-Württemberg)
Urbach è un comune tedesco di 8 532 abitanti, situato nel land del Baden-Württemberg.